# Oficina Nacional Alemana de Turismo
La Oficina Nacional Alemana de Turismo (ONAT) fue fundada en 1948 y es una asociación registrada/no lucrativa con sede en Fráncfort del Meno. Subvencionada por el ministerio de Economía y Tecnología del gobierno alemán la ONAT financia sus actividades de promoción a través de fondos públicos e ingresos propios.
Desde 1999 (hasta finales de 2011) la ONAT también es responsable del marketing interregional dentro del país.

## Oficinas en el extranjero
La Oficina Nacional Alemana de Turismo promociona Alemania como destino turístico a través de seis gerencias regionales.
- Gerencia regional América/Israel
- Gerencia regional Noroeste de Europa
- Gerencia regional Suroeste de Europa
- Gerencia regional Sureste de Europa
- Gerencia regional Noreste de Europa
- Gerencia regional Asia/Australia/Sudáfrica

Con una red de 29 delegaciones - 11 oficinas propias y 18 en cooperación con la Cámara de Comercio Alemana (AHK) y Lufthansa, la ONAT se ocupa de la planificación, coordinación y realización de las actividades de marketing y distribución en el extranjero.

## Estrategias y objetivos
Los objetivos fundamentales de la ONAT son la difusión de una imagen positiva de Alemania como destino turístico dentro y fuera del país y el fomento del turismo y el aumento de los ingresos turísticos. Tanto viajes de ocio como de negocio forman parte de la estrategia y actividades de promoción. 
Estrategias y objetivos de la ONAT:
- Difusión de una imagen positiva de Alemania
- Fomento del turismo y aumento de los ingresos por viajes hacia Alemania
- Integración y promoción del tráfico aéreo, ferroviario y por carretera
- Conservar la posición de Alemania como primer destino europeo para viajes de negocios
- Adaptarse a los desafíos de cambio demagógico
- Promocionar y desarrollar Alemania como destino cultural
- Promocionar el turismo de salud
- Desarrollar escenarios y productos que se adapten al cambio climático
- Internacionalizar ciudades y regiones
- Utilizar el marketing multi-canales para la promoción de Alemania

## Temas de Marketing
La base de la estrategia de marketing y distribución de la ONAT está constituida por el minucioso análisis y valoración del mercado. A partir de las tendencias más destacadas en la actualidad, cultura y salud, se han desarrollado en función de la demanda líneas de producto de turismo urbano, eventos y bienestar, al que el marketing de la ONAT dedica sus diferentes campañas anuales y sus temas de promoción básicos a largo plazo en todo el mundo.
- Año temático 2009: Alemania, destino de turismo activo: estilo de vida, senderismo y ciclismo
- Año temático 2010: Capital europea de la cultura - Ruhr.2010, "Ciudades culturales de Alemania”
- Año temático 2011: Turismo de Salud y Bienestar en Alemania
- Año temático 2012: Alemania, negocios entre amigos; Alemania, país del vino
- Año temático 2013: Turismo Joven
- Año temático 2014: Patrimonio UNESCO, turismo de cultura y naturaleza; Turismo sostenible

## Highlights, eventos y aniversarios en Alemania
- 2009: 
  - 20 años de la caída del muro
  - 90 años de la fundación de la Bauhaus en 1919 en Weimar
  - Imperio conflicto y mito – 2.000 años de la batalla de “Varus”
  - 250.aniversario de la muerte de Georg Friedrich Händel.

- 2010: 
  - 300. aniversario de la fábrica de porcelana de Meißen.
  - 41. representación de “La Pasión de Oberammergau”.
  - 200 años de la fiesta de la cerveza en Múnich
  - 200 aniversario del nacimiento del compositor Robert Schumann
  - Exposición internacional de arquitectura (IBA) en Sajonia-Anhalt
  - 175 años de los ferrocarriles alemanes

- 2011: 
  - 200 aniversario del nacimiento del compositor Franz Liszt
  - 125 aniversario del automóvil en Alemania
  - Copa Mundial Femenina de la FIFA Alemania 2011™

- 2012:
  - Documenta 13
  - 800 aniversario del Coro de Santo Tocimiento de Federico II el Grande (Rey de Prusia y Elector de Brandeburgo)

- 2013:
  - 200 aniversario del nacimiento del compositor Richard Wagner
  - Aniversario de los Hermanos Grimm: 200 años de los cuentos para la infancia y el hogar

- 2014:
  - 25 aniversario de la caída del Muro
  - 300 Aniversario de C.P.E. Bach
  - 600 años del Concilio de Constanza

## Canales de distribución
- Presentación de Alemania como destino turístico en ferias internacionales y regionales
- Organización de la feria para profesionales Germany Travel Mart (GTM) - el mayor evento del turismo de incoming alemán
- Adquisición de la industria turística a través de Workshops y Roadshows.
- Colaboración con el sector privado (turoperadores, agencias de viajes)
- Viajes de estudios para agentes de viajes y medios de comunicación
- Publicación del manual de ventas para profesionales "Booking Germany"
- Información sobre las ofertas de Alemania como destino turístico a profesionales del sector
- Página web www.germany.travel y Newsletter B2C y B2B